# ويليم جاكسون
ويليم جاكسون ((بالإنجليزية: Willem Jackson)‏؛ مواليد 26 مارس 1972 في بلومفونتين، فري ستيت) هو لاعب كرة قدم جنوب أفريقي معتزل كان يجيد اللعب كمدافع. مثل منتخب جنوب أفريقيا في كأس العالم لكرة القدم 1998 في فرنسا.

## روابط خارجية
- ويليم جاكسون على موقع الاتحاد الدولي (مؤرشف)  (الإنجليزية)
- ويليم جاكسون على موقع قاعدة بيانات كرة القدم.إي يو (الإنجليزية)
- ويليم جاكسون على موقع ناشيونال فوتبول تيمز (الإنجليزية)
- ويليم جاكسون على موقع Soccerway.com (الإنجليزية)